# 트리글라브 국립공원

트리글라브산

트리글라브 국립공원(슬로베니아어: Triglavski narodni park)은 슬로베니아의 유일한 국립공원이다. 1981년에 현대적인 형태로 지정되었으며, 알프스산맥의 남동부와 북서부에 위치해 있다. 율리안알프스산맥의 가장 높은 봉우리인 트리글라브산은 국립공원의 거의 중앙에 우뚝 솟아 있다. 거기에서 계곡이 방사형으로 퍼져 율리안 알프스에서 발원하여 아드리아해와 흑해로 흘러드는 소차강과 사바강이라는 두 개의 큰 강에 물을 공급한다.